# Кам'янсько-Ломівський
Кам'янський  та  Ломівський (до листопада 2015 року Фрунзенський - 1 і Фрунзенський - 2) — житлові масиви в Амур-Нижньодніпровському районі міста Дніпро розташовані в поймі річки Дніпро на території історичного поселення Кам'янка Лівобережна (у 1980 - ті роки селище Фрунзе). Житловий масив Кам'янський розташований на захід від Донецького шосе, а Ломівський - на схід.

## Забудова та інфраструктура
Багатоповерхівки в 9 - 16 поверхів. Фасади будинків пофарбовані в блакитний і коричневий колір щоб підкреслити близькість району до води та лісового масиву. 
Супермаркети АТБ, Varus, кафе. 
Зона відпочинку у вигляді озера Ломівське Плесо і Кам'янсько - Ломівського дренажного каналу на берегах яких розташовані пляжі й лісопарк.

## Вулиці
- Донецьке шосе
- Вулиця Старих Каменів (до 2023 року -  Висоцького) -  житловий масив Кам'янський;
- Вулиця Степана Рудницького (раніше - Шолохова). - житловий масив Ломівський.

## Історія
Житлові масиви Фрунзенський - 1 та Фрунзенський - 2 стали останнім масштабним будівництвом радянської доби в Дніпропетровську.
Передбачалось створити великий житловий масив площею 300 гектарів з населенням 300 тисяч осіб. Планувались бази відпочинку, пляжі та мережа штучних каналів глибиною 6 метрів, що мали з'єднуватись з Дніпром та між собою.
Будівництво першої черги мікрорайонів відбулось у 1985 - 1987 роках.
В процесі будівництва було прокладено один з запланованих дренажних каналів в бік озера Московське (нині Ломівське Плесо) на березі якого було розбито прибережну зону відпочинку.
Житловий масив Фрунзенський планувався як "Дніпропетровська Русанівка".

## Транспорт
Трамвайна лінія, що проходить по Донецькому шосе з 1998 року, по якій курсують маршрути 18 і 19.
Транзитні автобусні маршрути.